# 白石正輝
白石 正輝（しらいし まさてる、1941年〈昭和16年〉10月15日 - ）は、日本の政治家。足立区議会議員（12期、自由民主党所属）。

## 概要
東京都足立区出身。東京都立江北高等学校、中央大学法学部卒。1971年、29歳の時に足立区議会議員選挙に初当選。足立区議会自由民主党幹事長、政調会長、総務、文教、厚生の各委員長、区議会議長などを歴任する。このほか学習塾や玩具店を経営、病院事務長を務める。1979年と1980年の足立区長選挙に立候補したが、いずれも落選した。1983年の区議選は不出馬。1987年の区議選で復帰。以来2023年まで連続10回当選。2020年9月時点で通算で議員を11期目を務めており、これは東京23区の区議会議員で最多期である。厚生委員会の副委員長も務める。2023年の足立区議会議員選挙でも当選（64人中40位）。当選回数を12に伸ばした。

## 発言
- 2020年9月25日の足立区議会で少子化問題の議論の際に、「日本人が全部L（レズビアン）、日本人が全部G（ゲイ）、次の世代生まれますか？一人も生まれないんですよ。」「LだってGだって法律で守られてるじゃないかっていうような話になったんでは足立区は滅んでしまう」と発言した[11][12][13]。当初は発言に対して謝罪を拒否していたが、10月20日の区議会本会議で謝罪した[14][15][16]。
- 2022年12月2日の足立区議会本会議の一般質問で、白石は再び「たまたまLGBTの話をしたためにマスコミに徹底的に叩かれた」などと発言した[17]。白石は2020年9月の発言後に、足立区議会厚生委員会の委員長を辞任していたが、その後再び委員長に就任した[17]。